# John McFall (baron McFall d'Alcluith)
John Francis McFall, baron McFall d'Alcluith, né le 4 octobre 1944 à Glasgow, est un homme politique britannique.
Il est député travailliste de 1987 à 2010, d'abord pour Dumbarton, puis à partir de 2005 pour West Dunbartonshire. Il a également été président du Comité du Trésor de la Chambre des communes. Depuis 2021, il est le lord président de la Chambre des lords.

## Jeunesse
McFall va dans une école pour garçons, l'école secondaire St Patrick (depuis fusionnée avec l'école secondaire Notre Dame pour former l'école secondaire Notre-Dame et St Patrick), sur Hawthornhill Road à Castlehill, Dumbarton, la quittant sans aucune qualification à 15 ans. Son père est gardien d'école et sa mère possède un magasin de journaux, ce qui suscite son intérêt, plus tard, pour la gestion des entreprises. Il travaille pour le département local des parcs à Dumbarton puis dans une usine.
À l'âge de 24 ans, il étudie au Paisley College of Technology (maintenant l'Université de l'Ouest de l'Écosse) et obtient un BSc en chimie. En 1977, il obtient un BA de l'Open University en éducation et philosophie. Il est professeur de chimie et de mathématiques de 1974 à 1987 à Dumbarton, Kirkintilloch et Glasgow, devenant directeur adjoint à Glasgow et secrétaire de son comité travailliste de circonscription avant d'entrer au Parlement. Alors qu'il est enseignant, il suit un cours à temps partiel sur trois ans à l'Université de Strathclyde pour un MBA. En 1994, il est professeur invité à la Strathclyde University Business School et est maintenant membre du Strategic Advisory Board de la University of Glasgow Business School. Il est membre du syndicat GMB.

## Carrière politique
Il est élu pour la première fois dans la circonscription de Dumbarton, en Écosse, aux élections générales de 1987, après la retraite du député précédent, Ian Campbell. Sa majorité initiale était d'un peu plus de 2000 voix. La circonscription de Dumbarton est remplacée par la nouvelle circonscription de West Dunbartonshire pour les élections générales de 2005, que McFall remporte avec une majorité de plus de 12 500 voix.
En 1995, il présente un projet de loi d'initiative parlementaire, le Wild Mammals (Protection) Bill qui, bien qu'abandonné, a ouvert la voie au Hunting Act 2004 interdisant la chasse aux mammifères par les chiens en Angleterre et au Pays de Galles.
Il est whip et ministre subalterne (pour l'éducation, la formation et l'emploi, la santé et les relations communautaires, puis en 1999 pour l'économie et l'éducation) au Bureau pour l'Irlande du Nord de 1998 à 1999. En 2001, il est nommé président du Treasury Select Committee et reconduit pour un second mandat à ce poste en 2005. Le comité a mené des enquêtes sur la crise bancaire, produisant des preuves de la culture des bonus, du manque de qualifications bancaires parmi de nombreux grands banquiers et du mauvais contrôle du secteur par la Financial Services Authority.
Le 29 janvier 2010, McFall annonce son intention de se retirer en tant que député aux élections générales de 2010. Le 17 juin 2010, il est créé pair à vie en tant que baron McFall d'Alcluith, de Dumbarton dans le comté de Dunbartonshire, et est présenté à la Chambre des lords le 6 juillet 2010.
Il est actuellement vice-président du Groupe parlementaire multipartite sur le développement outre-mer (Apgood). En juillet 2016, il est nommé président des comités de la Chambre des lords avec effet au 1er septembre 2016. Il est connu comme premier vice-président lorsqu'il exerce ses fonctions.
Il est président du Groupe parlementaire multipartite du whisky écossais et des spiritueux (APPG) et de l'APPG de la Royal Navy. Il est président de Strathleven Regeneration Company et de Clydebank re-built, deux sociétés de développement basées dans sa circonscription. Il a apporté son soutien à Dumpster Kids, une organisation à but non lucratif visant à secourir les enfants abandonnés, en janvier 2011.

## Vie privée
Il est marié à Joan, une enseignante de Dumbarton, avec quatre enfants.